# Kazuhisa Hamaoka
Kazuhisa Hamaoka (født 28. februar 1981) er en tidligere japansk fodboldspiller.
Han har spillet for flere forskellige klubber i sin karriere, herunder Oita Trinita og Ehime FC.